# Rupganj
Rupganj är ett underdistrikt i Bangladesh. Det ligger i den centrala delen av landet, 19 km nordost om huvudstaden Dhaka.
Trakten runt Rupganj består till största delen av jordbruksmark. Runt Rupganj är det mycket tätbefolkat, med 2 431 invånare per kvadratkilometer.